# Colen Campbell

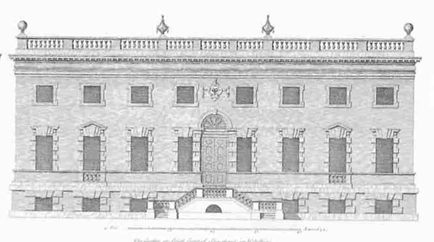
Stourhead House, färdigställt 1720.

Colen Campbell, född 1676, död 1729, var en banbrytande skotsk arkitekt som tillbringade det mesta av sin karriär i England, och tillerkänns förtjänsten av att ha grundat den georgianska stilen.
Campbell, som var ättling till familjen Campbell på Cawdor Castle, praktiserade till att börja med som advokat och började sedan studera arkitektur. Han influerades som ung av James Smith (omkring 1645–1731), och hyllar honom i sitt verk Vitruvius Britannicus. Campbell anställdes av lord Burlington, som ersättare för den avskedade James Gibbs, vid Burlington House i London.

## Vitruvius Britannicus
Colen Campbells stora arbete, Vitruvius Britannicus, or the British Architect... kom ut i tre band mellan 1715 och 1725. (Fler delar utgavs under den framgångsrika titeln av Woolfe och Gandon 1767 och 1771.) Vitruvius Britannicus var det första arkitekturarbetet som framställdes i England sedan John Shutes elisabetanska First Groundes. Det innehöll kopparstick av engelska byggnader, utförda av Inigo Jones och sir Christopher Wren, liksom av Campbell själv och andra framträdande arkitekter.
I inledningen och i de korta beskrivningarna angrep Campbell barockens "excesser" och förklarade att britterna klarade sig på egen hand, samtidigt som han dedicerade volymen till hannoverianen Georg I. Arbetets framgång hade stor betydelse för (neo)palladianismens utbredning i Storbritannien under 1700-talet.

## Campbells huvuduppdrag
- Wanstead House, Essex: omkring 1713/1714–1720
- Burlington House, London 1717.
- Stour head, Wiltshire, 1721–1724 (Trädgården utfördes av Henry Flitcroft och Lancelot "Capability" Brown).
- Pembroke House, Whitehall, London, för Henry Herbert, 9:e earl av Pembroke, 1723.
- Houghton Hall, Norfolk, påbörjat 1722, för Robert Walpole (William Kent designade interiören).
- Mereworth Castle, Kent 1722–1725
- Waverley Abbey, Surrey omkring 1723–1725

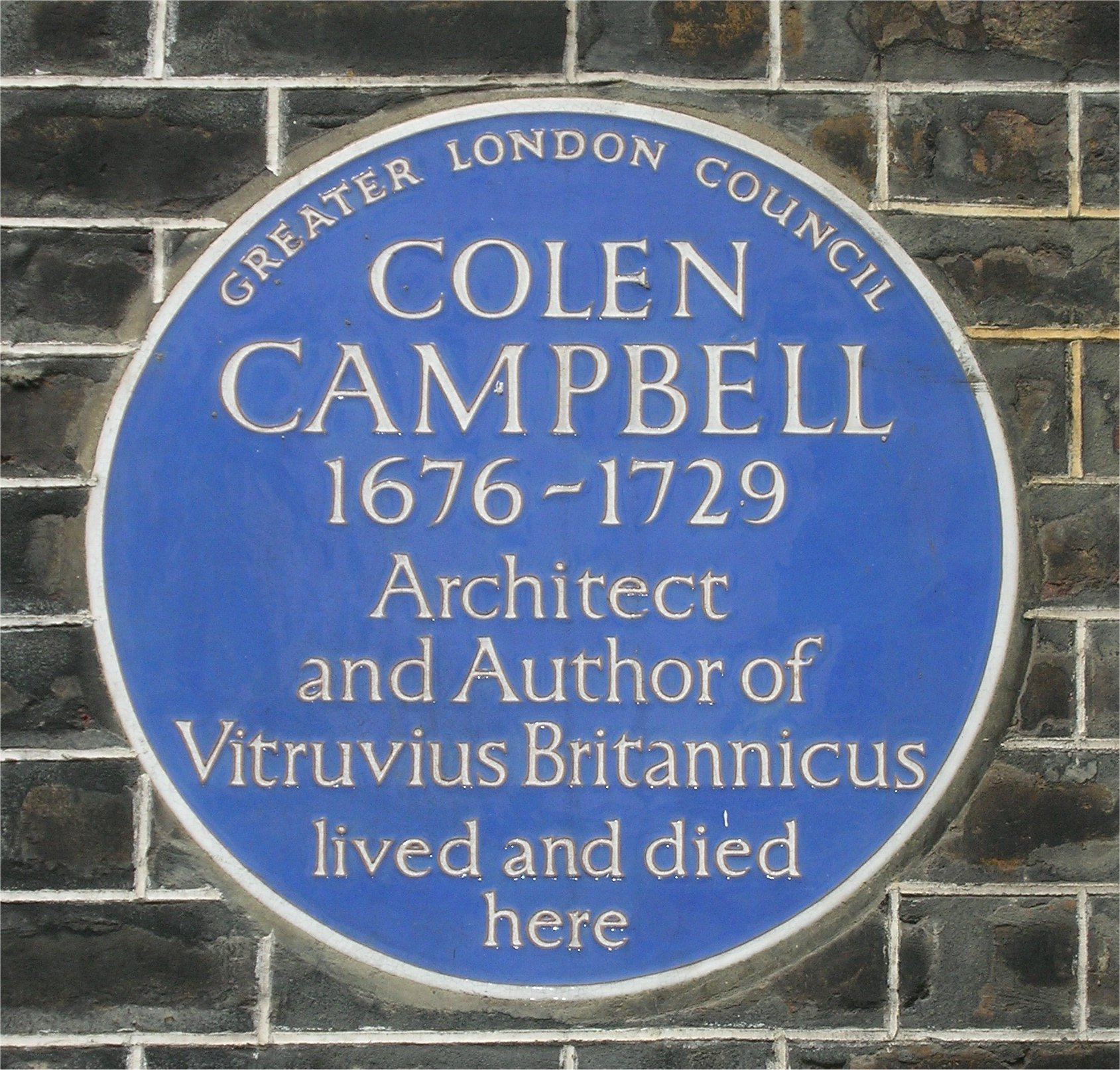
Minnesplakett på 76 Brook Street, London W1

- Nr 76 och 78 Brook Street, London W1, 1725–26. Nr 76, som finns kvar, var Campbells eget hus, vars inredning han publicerade i Five Orders of architecture, (1729). Det har försetts med en minnesplakett.
- Compton Place, Eastbourne, Sussex, 1726 och framåt för sir Spencer Compton